# Rolmops

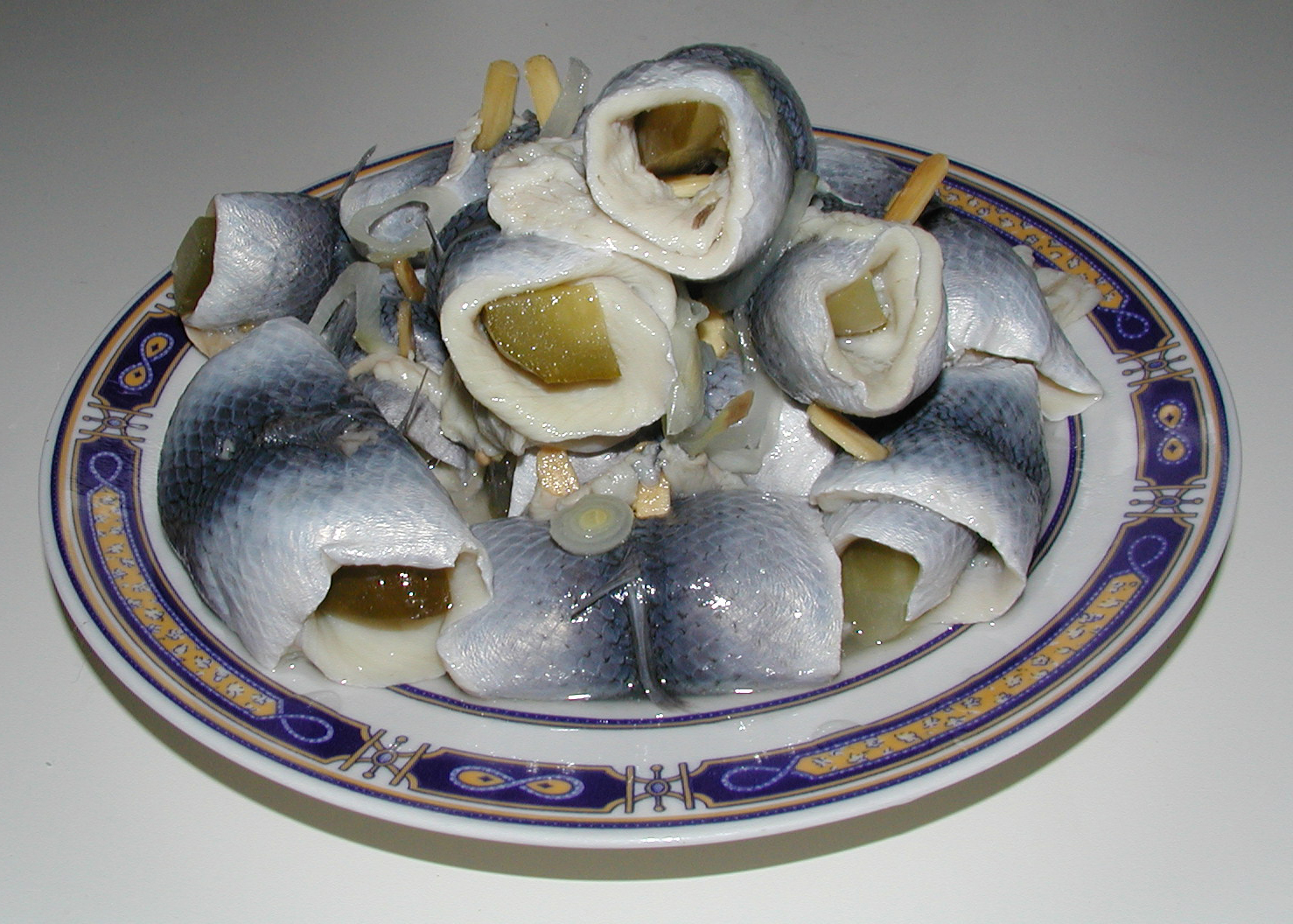
Rolmopsen

Een rolmops is een opgerolde, gefileerde zure haring met daarin een augurk (kleine zure bom) en uitjes. Een stokje houdt het geheel bij elkaar.
Rolmopsen worden gemaakt van haring die na juni gevangen is. Deze zijn, nadat de haring hom of kuit geschoten heeft, te mager om nog te worden verkocht als Hollandse Nieuwe.

## Etymologie
De naam rolmops komt uit het Duits, en is afgeleid van rollen en mops (Duits voor mopshond, vanwege de gelijkenis met de snuit van deze hond). De rolmops is waarschijnlijk in Berlijn ontstaan.
In zowel het Tsjechisch als in het Slowaaks wordt het woord voor rolmops, zavináč, gebruikt voor het symbool @ (apenstaartje) in e-mailadressen.